# كيفن ميشيل
كيفن ميشيل (بالإنجليزية: Kevin Michel)‏ هو سياسي أسترالي وهندي، ولد في 26 مارس 1961 في الهند. حزبياً، نشط في حزب العمال الأسترالي ‏. وقد انتخب عضو الجمعية التشريعية لأستراليا الغربية عن دائرة Electoral district of Pilbara ‏ (11 مارس 2017 – ).